# Defiladenplatz (Warschau)

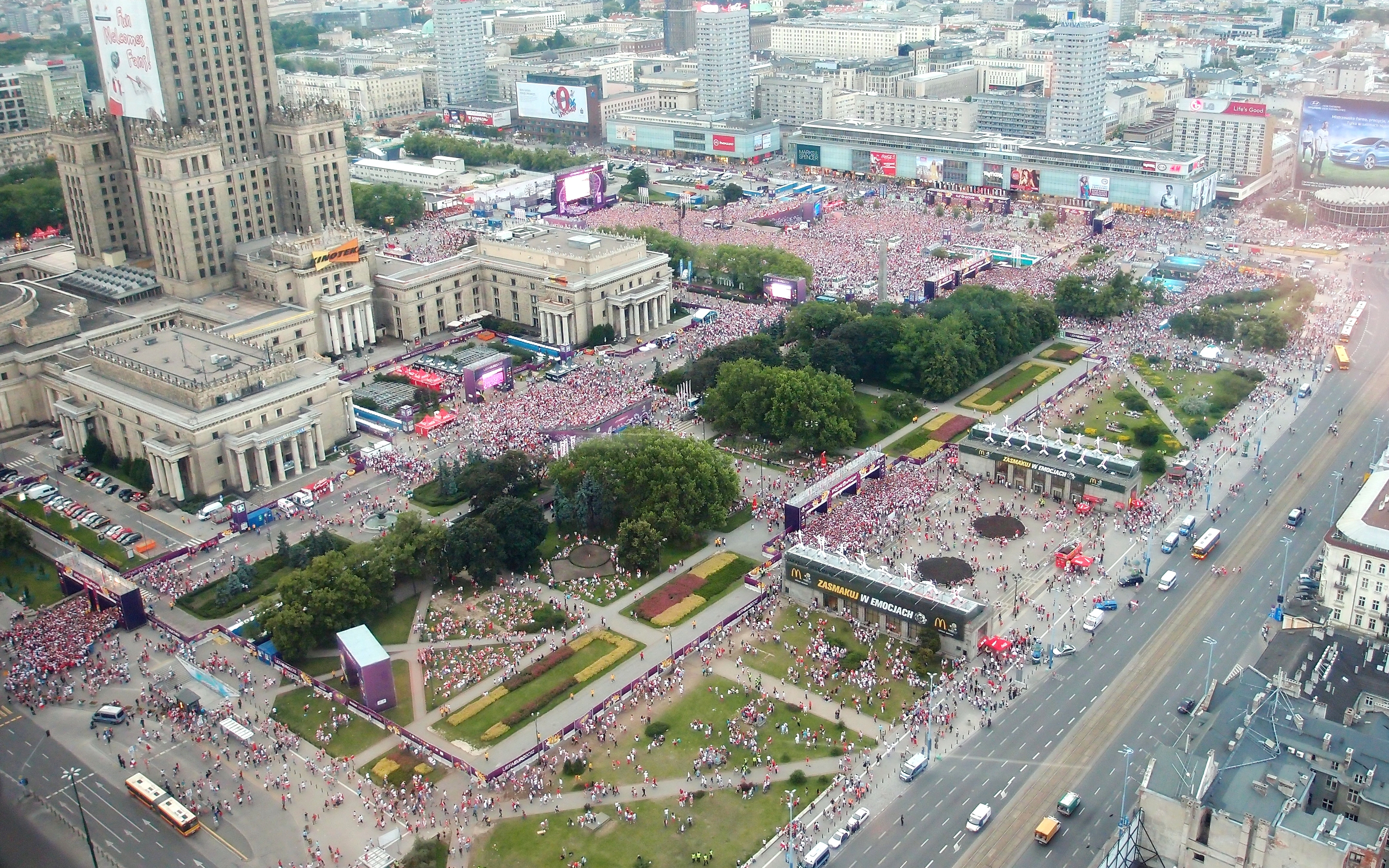
Der Defiladenplatz während der Fußball-Europameisterschaft 2012

Der Defiladenplatz (polnisch: Plac Defilad) ist ein zentraler Platz vor dem Kulturpalast in Warschau.

## Geschichte
Vor dem Zweiten Weltkrieg gab es hier eine dichte Bebauung, die 1943–1944 vollständig zerstört wurde. Nach dem Krieg entschloss man sich, die Gegend nicht wieder aufzubauen, sondern als Platz für Aufmärsche der Kommunisten zu nutzen. Im Westen des Platzes wurde der Kulturpalast mit einer Ehrentrübune errichtet. Nach dem Fall des Kommunismus hat der Platz an Bedeutung verloren. Über seine künftige Nutzung wird heftig debattiert, zumal es der größte urbane Freiraum im Zentrum einer europäischen Hauptstadt ist.